# Фиески, Джан Луиджи
Джан Луиджи Фие́ски младший, Фьески, Фиеско, (итал. Gian/Giovanni Luigi Fieschi; 1522, Генуя — 2 января 1547, Генуя) — генуэзский политический деятель, граф Лаванья (итал. Lavagna), организатор заговора против Андреа Дориа. Главный герой пьесы Фридриха Шиллера «Заговор Фиеско в Генуе».

## Биография
Принадлежал к роду Фиески — одному из самых влиятельных в Лигурии. Его отец Синибальдо Фиески (итал. Sinibaldo Fieschi) был близким другом Андреа Дориа и занимал ряд высших должностей в Генуэзской республике. После смерти отца Фиески в возрасте 9 лет стал главой семьи и обладателем огромного состояния. В 1540 году женился на Элеоноре Чибо, маркизе ди Масса.

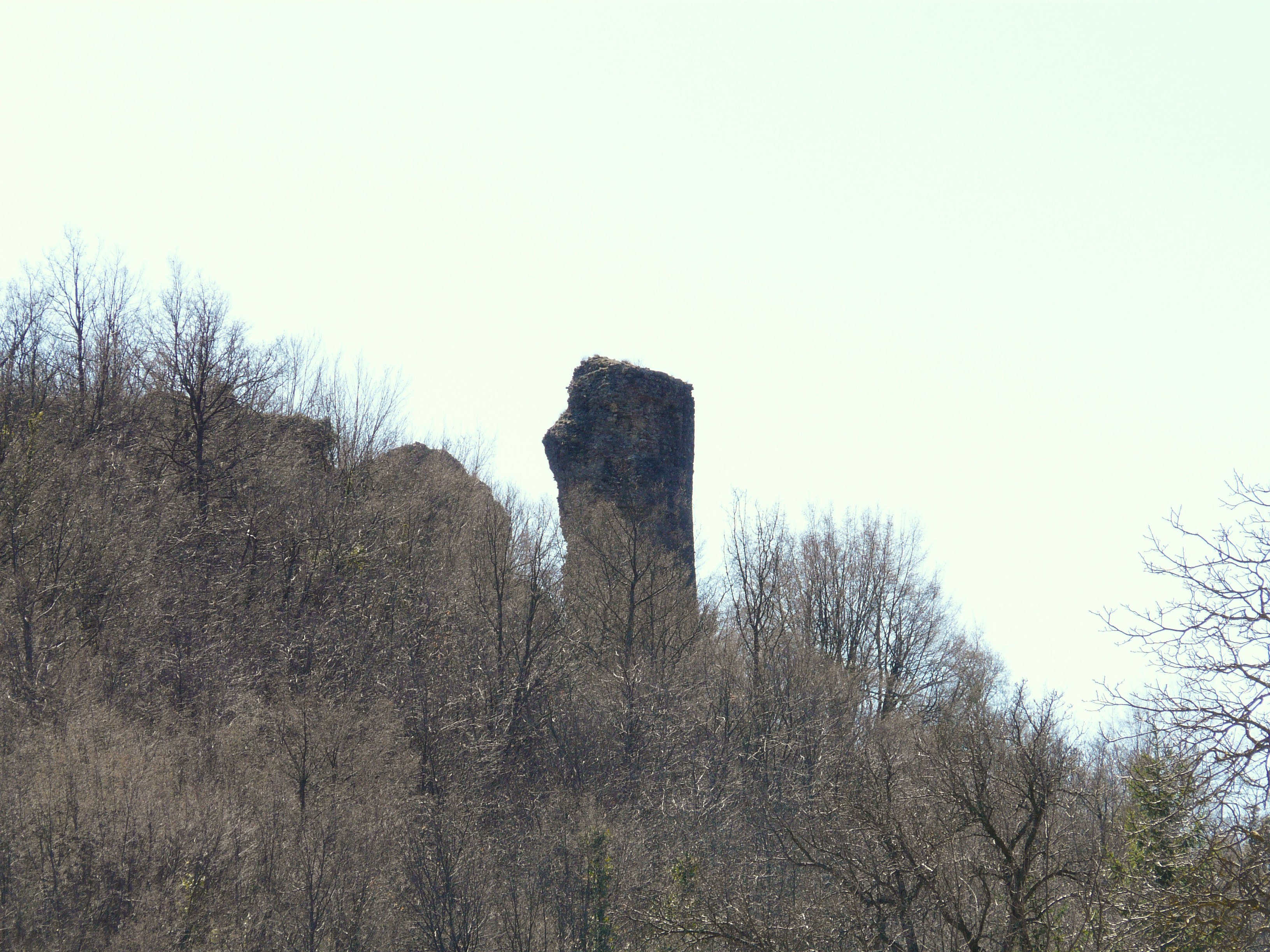
Руины замка Монтоджо, где после заговора пытался отсидеться Джироламо Фиески

С XIII века род Фиески был во главе гвельфов, во время Итальянских войн они были сторонниками Франции. Дориа поддерживал императора Священной Римской империи. Фиески полагал, что убийство Дориа будет способствовать сближению с Францией и возвышению его рода. Организуя заговор, привлёк на свою сторону римского папу Павла III, герцога Пармы Пьера Луиджи Фарнезе и короля Франции Франциска I. В заговоре также участвовали его братья Джироламо (итал. Girolamo) и Оттобуоно (итал. Ottobuono), а также Винченцо Кальканьо, Рафаэлло Сакко (итал. Sacco) и Джанбаттиста Веррина (итал. Verrina).
В Геную была тайно переправлена группа вооружённых сторонников. Они условились 2 января, в перерыве между выборами нового дожа, захватить галеры в порту и городские ворота. Первую часть плана удалось реализовать. Племянник Дориа, Джанеттино Дориа (итал. Giannettino Doria), был убит, однако сам Дориа успел скрыться из города. Заговорщики завладели в городе важными опорными пунктами. Осуществлению заговора помешала случайная смерть Фиески — при попытке захватить галеру он упал в воду и утонул. Джироламо и несколько его сторонников договорились с сенатом об амнистии. Дориа вернулся 4 января в Геную и, несмотря на договоренности, начал преследовать участников заговора. Джироламо, Веррина, Сакко и другие заговорщики укрылись в замке, но Дориа осадил его и захватил. Джироламо Фиески и Джанбаттиста Веррина были казнены, а их имущество конфисковано. Оттобуоно Фиески успел скрыться, но через 8 лет был захвачен и казнён. В результате преследований род Фиески пришёл в упадок.
Заговору Фиески посвящены драма Фридриха Шиллера «Заговор Фиеско в Генуе» (1784), трагедия Жака Ансело «Фиеско» (1824), пьеса Александра Дюма-отца «Фиеско де Лаванья» (1827 или 1828).